# Ohinau Island
Ohinau Island ist eine Insel nordöstlich der Coromandel Peninsula im Norden der Nordinsel von Neuseeland.

## Geographie
Die Insel befindet sich 4,8 km östlich eines östlichen Ausläufers der Coromandel Peninsula und rund 18,5 km nordöstlich von Whitianga, einer Kleinstadt am Whitianga Harbour und der Mercury Bay. Ohinau Island besitzt eine Fläche von 39,8 ha, eine Länge von rund 1,75 km in Nordwest-Südost-Richtung und kommt auf eine maximale Breite von rund 425 m in Südwest-Nordost-Richtung. Die höchste Erhebung befindet sich mit einer Höhe von 103 m an der Westküste der Insel im nördlichen Drittel.
Die Schwesterinsel Ohinauiti Island liegt in einer Entfernung von 555 m in nordöstlicher Richtung. Weitere Inseln, die sich in Sichtweite befinden, sind, Flat Island, rund 1,35 km nordwestlich, Motukoruenga Island, rund 3,2 km westlich, sowie die kleine bis zu 77 m hohe Insel, die Needle Rock genannt wird und rund 2,8 km westsüdwestlich entfernt liegt. Die Felseninseln Old Man Rock ist in 2,9 km westnordwestlicher Richtung zu finden.